# Diskografie Michaela Jacksona
Toto je diskografie amerického zpěváka Michaela Jacksona.

## Studiová alba
vydaná v Motown
- 1972: Got to Be There (24.1.1972)
- 1972: Ben (4.8.1972)
- 1973: Music & Me (13.4.1973)
- 1975: Forever, Michael (16.1.1975)

vydaná v Epic (Sony Music Entertainment)
- 1979: Off the Wall (10.8.1979)
- 1982: Thriller (30.11.1982)
- 1987: Bad (31.8.1987)
- 1991: Dangerous (13.11.1991)
- 1995: HIStory: Past, Present and Future, Book I (16.6.1995)
- 2001: Invincible (30.10.2001)

## Kompilační alba
Kompletní seznam nahrávek největších hitů:
- 1972: A Collection Of Michael Jackson's Oldies
- 1975: Best of Michael Jackson (Greatest Hits)
- 1980: Motown Superstar Series, Vol. 7
- 1980: Superstar
- 1981: One Day in Your Life (Kompilace; 25.3.1981)
- 1983: Michael Jackson & The Jackson 5
- 1983: Fliphits
- 1983: 18 Greatest Hits[2]
- 1983: 9 Singles Pack (sběratelská edice)
- 1984: 14 Greatest Hits (Greatest Hits)
- 1984: 16 Greatest Hits
- 1984: Ain't No Sunshine
- 1984: Great Love Songs of Michael Jackson
- 1986: Anthology (album, Michael Jackson)
- 1986: Looking Back To Yesterday
- 1987: Love Songs (společně s: Diana Rossovou) (Kompilace)
- 1987: Michael Jackson Mix
- 1988: Singles Souvenir Pack (sběratelská edice)
- 1990: Todo Mi Amor Eres Tu
- 1990: Motown Legends
- 1991: Five Remixes of the Track "Bad"
- 1992: Remix Collection
- 1992: 4 CD Singles Box
- 1992: Motown's Greatest Hits (Greatest Hits)
- 1992: Tour Souvenir Pack (sběratelská edice)
- 1993: Dangerous Remix
- 1993: Rockin' Robin
- 1995: Anthology: The Best of Michael Jackson
- 1995: HIStory: Past, Present and Future, Book I (16.6.1995, reedice 14. července 2009)
- 1996: Michael Jackson Story
- 1997: Master Series
- 1997: Best of Michael Jackson & The Jackson 5ive (Kompilace)
- 1998: 12 Inch Mixes
- 1999: Big Boy
- 1999: Very Best of Michael Jackson (IMS)
- 1999: Early Classics
- 2000: 20th Century Masters – The Millennium Collection: The Best of Michael Jackson (Kompilace)
- 2001: Universal Masters Collection
- 2001: Greatest Hits: HIStory, Vol. 1 (Greatest Hits, reedice CD 1: HIStory Begins; 13.11.2001)
- 2002: Love Songs
- 2002: Very Best of Michael Jackson (Universal)
- 2002: Unbreakable
- 2003: Number Ones (Greatest Hits; 18.11.2003)
- 2004: Ultimate Collection (sběratelská edice; 17.11.2004, reedice 11. srpna 2009)
- 2005: The Essential Michael Jackson (Greatest Hits; 18.11.2005, reedice 28. července 2009)
- 2005: Best 1200
- 2005: Collector's Box
- 2006: Visionary: The Video Singles
- 2007: Colour Collection
- 2007: Silver Spectrum Collection
- 2007: Instrumental Hits of Michael Jackson
- 2007: Silver Collection
- 2007: '70s Pop
- 2008: Worth It
- 2008: King of Pop (Kompilace; 22.8.2008)
- 2008: Gold
- 2008: 50 Best Songs: Motown Years (Kompilace)
- 2008: Classic: Masters Collection
- 2008: Masters Collection
- 2008: Michael Jackson's This Is It
- 2009: Classic
- 2009: Hello World
- 2009: Collection
- 2009: Stripped Mixes
- 2009: Hits
- 2009: Very Best of Michael Jackson
- 2009: Document Unauthorized
- 2009: Best Selection (1 CD – 15. září 2009)
- 2010: Michael
- 2014: Xscape

## Jiná alba (remix, hybrid, atd.)
- 1984: Farewell My Summer Love (Studiové album/Kompilace; 8.5.1984)
- 1987: Original Soul of Michael Jackson (kompilace původních mixů některých písní, převážně z alba Farrewell My Summer Love
- 1987: Michael Jackson Mix (Remixové album; 11.5.1987)
- 1997: Blood on the Dance Floor: HIStory in the Mix (Studiové album/Remixové album; 11.5.1997)
- 1997: Ghosts Deluxe Pack
- 2001: Off the wall – Special Edition
- 2001: Thriller – Special Edition
- 2001: Bad – Special Edition
- 2001: Dangerous – Special Edition
- 2008: Thriller 25 (Reedice/Studiové album; 12.2.2008)
- 2008: Dangerous/Dangerous Short Films (Reedice CD+DVD; 9. prosince 2008)
- 2009: The Remix Suite
- 2012: Bad 25

## Singly

### Singly # 1
USA (18)
- 1972: Ben (US #1)
- 1979: Don't Stop 'Til You Get Enough (US #1; US R&B #1)
- 1979: Rock with You (US #1; US R&B #1)
- 1982: The Girl Is Mine (US R&B #1)
- 1983: Billie Jean (US #1; US R&B #1)
- 1983: Beat It (US #1; US R&B #1)
- 1983: Say Say Say (US #1)
- 1984: Thriller (US #1; US R&B #1)
- 1987: I Just Can't Stop Loving You (US #1; US R&B #1)
- 1987: Bad (US #1; US R&B #1)
- 1987:  The Way You Make Me Feel (US #1; US R&B #1)
- 1988: Man in the Mirror (US #1; US R&B #1)
- 1988: Dirty Diana (US #1)
- 1988: Another Part of Me (US R&B #1)
- 1991: Black or White (US #1)
- 1992: Remember the Time (US R&B #1)
- 1992: In the Closet (US R&B #1)
- 1995: You Are Not Alone (US #1; US R&B #1)

## Videoklipy
- 1979 Don't Stop 'til You Get Enough – režie: Nick Saxton
- 1979 Rock with You – režie: Bruce Gowers
- 1980 She's Out of My Life – režie: Bruce Gowers
- 1983 Billie Jean – režie: Steve Barron
- 1983 Beat It – režie: Bob Giraldi
- 1983 Say Say Say (společně s: Paul McCartney) – režie: Bob Giraldi
- 1983 Thriller – režie: John Landis (dlouhometrážní)
- 1985 USA For Africa – We Are The World (společně s: Lionel Richie, Stevie Wonder, Paul Simon, Kenny Rogers, James Ingram, Tina Turner, Billy Joel, Diana Ross, Dionne Warwick, Willie Nelson, Al Jarreau, Bruce Springsteen, Kenny Loggins, Steve Perry, Daryl Hall, Huey Lewis, Cyndi Lauper, Kim Carnes, Bob Dylan, Ray Charles, Dan Aykroyd, Harry Belafonte, Lindsey Buckingham, The News, Sheila E., Bob Geldof, Jackie Jackson, LaToya Jackson, Marlon Jackson, Randy Jackson, Tito Jackson, Waylon Jennings, Bette Midler, John Oates, Jeffrey Osborne, Pointer Sisters, Smokey Robinson)
- 1986 We Are Here To Change The World (z filmu Kapitán EO)
- 1987 Bad – režie: Martin Scorsese (dlouhometrážní; součástí filmu Moonwalker je "Kid verze" Bad)
- 1987 I Just Can't Stop Loving You (společně s: Siedah Garrett)
- 1987 The Way You Make Me Feel – režie: Joe Pytka (dlouhometrážní)
- 1987 Speed Demon (animovaný; součást filmu Moonwalker)
- 1988 Dirty Diana – režie: Joe Pytka
- 1988 Man in the Mirror – režie: Donald Wilson
- 1988 Another Part of Me – režie: Patrick Kelly
- 1988 Smooth Criminal – režie: Colin Chilvers (dlouhometrážní; součást filmu Moonwalker)
- 1988 Come Together – režie: Jerry Kramer & Colin Chilvers (coververze skladby od Beatles; součást filmu Moonwalker)
- 1989 Leave Me Alone – režie: Jim Blashfield (součást filmu Moonwalker)
- 1989 Liberian Girl – režie: Jim Yukich
- 1991 Black or White – režie: John Landis (dlouhometrážní, v některých zemích cenzurovaný)
- 1992 Remember the Time – režie: John Singleton (dlouhometrážní)
- 1992 Heal the World – režie: Joe Pytka
- 1992 In the Closet – režie: Herb Ritts
- 1992 Who Is It – režie: David Fincher
- 1996 Why (společně s: 3T)
- 1996 I Need You (společně s: 3T)
- 1992 Jam – režie: Michael Jackson a David Kellogg
- 1992 Whatzupwitu (společně s: Eddie Murphy)
- 1993 Give in to Me – režie: Andy Moharan
- 1993 Will You Be There – režie: Vincent Paterson
- 1993 Gone Too Soon – režie: Bill DiCicco
- 1995 HIStory Teaser – režie: Rupert Wainwright
- 1995 Scream (se svou sestrou Janet) – režie: Mark Romanek (náklady na natáčení byly přes 7 000 000 dolarů, což z něj činí nejdražší videoklip všech dob)[3]
- 1995 Childhood – režie: Nicholas Brandt
- 1995 You Are Not Alone – režie: Wayne Isham
- 1995 Earth Song – režie: Nicholas Brandt
- 1996 They Don't Care About Us (Prison version) – režie: Spike Lee
- 1996 They Don't Care About Us (Brazil version) – režie: Spike Lee
- 1996 Stranger in Moscow – režie: Nicholas Brandt
- 1997 Blood on the Dance Floor – režie: Michael Jackson a Vincent Paterson
- 1997 Ghosts/2 Bad – režie: Stan Winston (dlouhometrážní)
- 2001 You Rock My World – režie: Paul Hunter (dlouhometrážní)
- 2001 Cry – režie: Nicholas Brandt
- 2001 What More Can I Give (společně s: 3LW, Aaron Carter, Alejandro Sanz, Anastacia, Beyoncé, Billy Gilman, Brian McKnight, Bryton, Carlos Santana, Céline Dion, Cristian Castro, Gloria Estefan, Hanson, Jon Secada, Joy Enriquez, Juan Gabriel, Julio Iglesias, Laura Pausini, Luis Miguel, Luther Vandross, Mariah Carey, Michael McCary from Boyz II Men, Mya, 'N Sync, Nick Carter, Olga Tañón, Reba McEntire, Ricky Martin, Rubén Blades, Shakira, Shawn Stockman from Boyz II Men, Thalía, Usher, Tom Petty, Ziggy Marley, Jesse McCartney)
- 2003: One More Chance – režie: Nick Brandt
- 2009: This Is It (píseň napsána v roce 1983 s Paulem Ankou, hlasy v pozadí: The Jacksons) – režie: Spike Lee
- 2010: Artists for Haiti – We Are the World 25 for Haiti (Společně s: Justin Bieber, Nicole Scherzinger, Jennifer Hudson, Jennifer Nettles, Josh Groban, Tony Bennett, Mary J. Blige, Janet Jacksonová, Barbra Streisandová, Miley Cyrusová, Enrique Iglesias, Jamie Foxx, Wyclef Jean, Adam Levine, Pink, BeBe Winans, Usher, Céline Dion, Orianthi, Fergie, Nick Jonas, Toni Braxton, Mary Mary, Isaac Slade, Lil Wayne, Carlos Santana, Akon, T-Pain, LL Cool J, Will.i.am, Snoop Dogg, Nipsey Hussle, Busta Rhymes, Swizz Beatz, Iyaz, Mann, Kanye West, Patti Austin, Philip Bailey, Piero Barone, Fonzworth Bentley, Ignazio Boschetto, Bizzy Bone, Ethan Bortnick, Jeff Bridges, Zac Brown, Brandy, Kristian Bush, Natalie Cole, Harry Connick Jr., Nikka Costa, Kid Cudi, Kelly Rowland, Faith Evans, Melanie Fiona, Sean Garrett, Tyrese Gibson, Gianluca Ginoble, Anthony Hamilton, Rick Hendrix, Keri Hilson, John Legend, Julianne Hough, India.Arie, Randy Jackson, Taj Jackson, Taryll Jackson, TJ Jackson, Betty Lynn Jackson, Al Jardine, Jimmy Jean-Louis, Ralph Johnson, Joe Jonas, Kevin Jonas, Rashida Jones, Gladys Knight, Adam Levine, Benji Madden, Joel Madden, Katharine McPhee, Jason Mraz, Mya, Freda Payne, A. R. Rahman, RedOne, Nicole Richie, Raphael Saadiq, Trey Songz, Musiq Soulchild, Jordin Sparks, Robin Thicke, Rob Thomas, Vince Vaughn, Mervyn Warren, Verdine White, Ann Wilson, Brian Wilson, Nancy Wilson, Leshaun) – režie: Paul Haggis
- 2010: Hold My Hand (Duet s Akonem) – režie: Mark Pellington
- 2011: Hollywood Tonight – režie: Wayne Isham
- 2011: Behind The Mask – režie: Dennis Liu a Aggressive
- 2011: All In Your Name  (Duet s Barry Gibb, natočený v roce 2002) – režie: Barry Gibb
- 2014: Love Never Felt So Good (nevydaná píseň, kterou dozpíval jako duet Justin Timberlake) – režie: Rich Lee a Justin Timberlake
- 2014: A Place With No Name – režie: Samuel Bayer

Některé videoklipy byly i parodovány, příkladně Weird Al Yankovicem (Bad jako Fat; Beat it jako Eat it).

## DVD
- 1989 Moonwalker (1. ledna 1989) (Film CZ)
- 1993 Dangerous Short Films (23. listopadu 1993)
- 1995 Video Greatest Hits – HIStory (20. června 1995)
- 1997 HIStory on Film, Volume II (20. května 1997)
- 2003 Number Ones (18. listopadu 2003)
- 2004 The One (9. března 2004)
- 2009 This is it
- 2010 Michael Jackson's Vision

### Koncertní DVD
- 2005: Live in Bucharest: The Dangerous Tour
- 2012: Live at Wembley July 16, 1988

## Úspěchy
Celkový počet prodaných alb[zdroj?]
- Celosvětovovový odhad veškerých prodaných nahrávek – 750 milionů kusů

- USA: 90 miliónů prodaných nosičů
- UK: 18 miliónů prodaných nosičů
- Německo: 10.8 miliónů prodaných nosičů
- Francie: 9.6 miliónů prodaných nosičů
- Kanada: 4.5 miliónů prodaných nosičů
- Mexiko: 3.3 miliónů prodaných nosičů
- Austrálie: 5.4 miliónů prodaných nosičů
- Španělsko: 720,000

- Celkem k dispozici certifikovaný prodej: 144.1 miliónů prodaných nosičů

### Získaná ocenění za alba
- Grammy Awards – 13
- American Music Awards – 26
- Billboard Awards – 40
- BRIT Awards – 7
- Golden Globe Awards – 1
- Guinness World Records – 39
- MTV Awards – 13
- NAACP Image Awards – 14
- RIAA Awards – 56
- World Music Awards – 12

### Nejúspěšnější sólová alba
- 1979 – Off the Wall – 20 miliónů prodaných nosičů
- 1982 – Thriller – 104 miliónů prodaných nosičů
- 1987 – Bad – 32 miliónů prodaných nosičů
- 1991 – Dangerous – 32 miliónů prodaných nosičů
- 1995 – HIStory – 20 miliónů prodaných nosičů (dvojalbum)
- 1997 – Blood on the Dance Floor – 6 miliónů prodaných nosičů
- 2001 – Invincible – 13 miliónů prodaných nosičů
- 2003 – Number Ones (kompilace) – 13 miliónů prodaných nosičů
- 2008 – Thriller 25 – 3 milióny prodaných nosičů

- [4]Zdroj.